# I Bet You Look Good on the Dancefloor
I Bet You Look Good on the Dancefloor è un singolo del gruppo musicale britannico Arctic Monkeys, pubblicato il 14 ottobre 2005 come primo estratto dall'album Whatever People Say I Am, That's What I'm Not.

## Descrizione
Il singolo è arrivato al primo posto della UK Singles Chart il 23 ottobre. Il singolo ha raggiunto la setima posizione nella US Modern Rock Chart. Il 23 febbraio 2006, il singolo ha vinto la Best Track del 2006 ai NME Awards - uno dei tre premi vinti dagli Arctic Monkeys.
Nel febbraio 2012 il singolo è stato dichiarato "settimo ritornello più esplosivo di tutti i tempi" dalla rivista NME.
Uno dei lati B del singolo, Chun Li's Spinning Bird Kick, è stato candidato al Best Rock Instrumental Performance nel 2007 ai Grammy Awards.

## Tracce
CD RUG212CD
- I Bet You Look Good on the Dancefloor - 2:54
- Bigger Boys and Stolen Sweethearts - 2:58
- Chun Li's Spinning Bird Kick - 4:40

7" RUG212
- I Bet You Look Good on the Dancefloor - 2:54
- Bigger Boys and Stolen Sweethearts - 2:58

10" DNO 070
- I Bet You Look Good on the Dancefloor - 2:54
- Bigger Boys and Stolen Sweethearts - 2:58
- Chun Li's Spinning Bird Kick - 4:40